# Chofit
Chofit (hebr.: חופית) – wieś położona w samorządzie regionu Emek Chefer, w Dystrykcie Centralnym, w Izraelu.
Leży na równinie Szaron przy rzece Aleksander, na południe od miasta Hadera, w otoczeniu moszawów Kefar Witkin, Bet Jannaj, Michmoret, Ge’ule Teman, Kefar ha-Ro’e i Eljasziw.

## Historia
Osada została założona w 1952, jednak jej oficjalne uznanie nastąpiło w 1955. Nazwa nawiązuje do bliskiego położenia brzegu morza.

## Kultura i sport
W wiosce jest ośrodek kultury, biblioteka i basen kąpielowy.

## Gospodarka
Gospodarka wioski opiera się na intensywnym rolnictwie.

## Komunikacja
Przy wiosce przebiega droga nr 5720 , którą jadąc w kierunku zachodnim dojeżdża się do węzła drogowego z  autostradą nr 2  (Tel Awiw-Hajfa), natomiast jadąc w kierunku południowym dojeżdża się do moszawu Kefar Witkin lub w kierunku wschodnim do skrzyżowania z  drogą ekspresową nr 4  (Netiw ha-Asara-Kefar Rosz ha-Nikra).